# Algareščina
Algareščina (standardno katalonsko Alguerès, izg. [əlɣəˈɾɛs], algareško  Alguerés, izg.  [alɣaˈɾes]) je različica katalonskega jezika, ki se govori v mestu  Alghero (katalonsko L'Alguer) na severozahodu Sardinije, Italija. Katalonsko govoreči kolonisti so se po več uporih leta 1372 ponovno naselili v Algheru in izgnali domorodno prebivalstvo.
Katalonščino je v aragonskem obdobju Sardinije zamenjala španščina in nato sredi 18. stoletja italijanščina, algareščina pa se je kljub temu na široko govorila najmanj do 1970. let.  Zdaj ima ob italijanščini status poluradnega jezika.
Jezikovne raziskave so pokazale, da algareščino po celem svetu govori 20.000-30.000 govorcev. V skupnostih na Sardiniji, v katerih se govori algareško, se pogosto govori tudi italijansko in logudorsko.